# Finland i olympiska sommarspelen 2000
Finland deltog i de olympiska sommarspelen 2000 med en trupp bestående av 70 deltagare, 40 män och 30 kvinnor, och de tog totalt fyra medaljer.

## Medaljer

### Guld
- Arsi Harju - Friidrott, kulstötning
- Jyrki Järvi och Thomas Johanson - Segling, 49:er

### Silver
- Juha Hirvi - Skytte, 50 m gevär tre positioner

### Brons
- Marko Yli-Hannuksela - Brottning, grekisk-romersk stil 76 kg

## Badminton
Herrsingel
- Jyri Aalto
  - 32-delsfinal: Bye
  - Sextondelsfinal: Förlorade mot Wong Choong Hann från Malaysia

Damsingel
- Anu Weckström
  - 32-delsfinal: Bye
  - Sextondelsfinal: Förlorade mot Kanako Yonekura från Japan

## Boxning
Fjädervikt
- Joni Turunen
  - Omgång 1 — Förlorade mot Falk Huste från Frankrike (→ gick inte vidare)

## Bågskytte
| Herrarnas individuella |               |                                |               |               |                                |             |
|                        | Jari Lipponen | Jari Lipponen                  | Jari Lipponen | Miika Aulio   | Miika Aulio                    | Miika Aulio |
| 1/32 Eliminations      | Förlorade mot | Fred van Zutphen Nederländerna | 161-155       | Förlorade mot | Wietse van Alten Nederländerna | 163-160     |

| Damernas individuella |               |                       |         |
|                       | Katri Suutari |                       |         |
| 32-delsfinal          | Förlorade mot | Ok Sil Choe Nordkorea | 161-149 |

## Cykling
Landsväg
Damernas linjelopp
- Pia Sundstedt
  - Final — 3:06:31 (→ 21:e plats)

Bana
Damernas sprint
- Mira Kasslin
  - Kval — 12.194
  - 1/8-final — Förlorade mot Félicia Ballanger från Frankrike (→ gick inte vidare)
  - 1/8-final Repechage — Heat 1; 3:e plats
  - Final 9-12 — (→ 11:e plats)

Damernas tempolopp
- Mira Kasslin
  - Final — 37.145 (→ 17:e plats)

## Friidrott
Herrarnas 100 meter
- Tommi Hartonen
  - Omgång 1 — 10.53 (→ gick inte vidare)

Herrarnas 200 meter
- Tommi Hartonen
  - Omgång 1 — 20.82
  - Omgång 2 — 20.47 NR
  - Semifinal — 20.88 (→ gick inte vidare)

Herrarnas kulstötning
- Arsi Harju
  - Kval — 21.39
  - Final — 21.29 (→  Guld)

- Timo Aaltonen
  - Kval — 20.04
  - Final — 18.64 (→ 12:e plats)

- Ville Tiisanoja
  - Kval — 19.66 (→ gick inte vidare)

Herrarnas spjutkastning
- Aki Parviainen
  - Kval — 83.73
  - Final — 86.62 (→ 5:e plats)

- Harri Haatainen
  - Kval — 79.93 (→ gick inte vidare)

- Harri Hakkarainen
  - Kval — DNF (→ gick inte vidare, ingen placering)

Herrarnas släggkastning
- Olli-Pekka Karjalainen
  - Kval — 69.64 (→ gick inte vidare)

Herrarnas höjdhopp
- Toni Huikuri
  - Kval — 2.20 (→ gick inte vidare)

- Mika Polku
  - Kval — 2.24 (→ gick inte vidare)

Herrarnas 50 kilometer gång
- Valentin Kononen
  - Final — DSQ

Herrarnas tiokamp
- Eduard Hämäläinen
  - 100 m — 11.01
  - Längd — 7.19
  - Kula — 14.06
  - Höjd — 1.85
  - 400 m — 48.14
  - 100 m häck — 14.37
  - Diskus — 35.98
  - Stav — 4.80
  - Spjut — 47.11
  - 1,500 m — 04:54.18
  - Poäng — 7520.00 (→ 24:e plats)

- Aki Heikkinen
  - 100 m — 11.15
  - Längd — NM
  - Kula — 13.37
  - Höjd — DNS

Damernas 100 meter
- Heidi Hannula
  - Omgång 1 — 11.68 (→ gick inte vidare)

Damernas 200 meter
- Johanna Manninen
  - Omgång 1 — 23.40
  - Omgång 2 — 23.41 (→ gick inte vidare)

Damernas 100 meter häck
- Manuela Bosco
  - Omgång 1 — 13.51 (→ gick inte vidare)

Damernas 4 x 100 meter stafett
- Manuela Bosco, Heidi Hannula, Sanna Kyllönen, Johanna Manninen
  - Omgång 1 — 43.66
  - Semifinal — 43.50 (→ gick inte vidare)

Damernas spjutkastning
- Mikaela Ingberg
  - Kval — 60.85
  - Final — 58.56 (→ 9:e plats)

- Taina Uppa
  - Kval — 57.39 (→ gick inte vidare)

Damernas släggkastning
- Mia Strömmer
  - Kval — 59.43 (→ gick inte vidare)

- Sini Pöyry
  - Kval — 63.80
  - Final — 62.49 (→ 12:e plats)

Damernas sjukamp
- Tiia Hautala
  - 100 m häck — 13.62
  - Höjd — 1.78
  - Kula — 13.31
  - 200 m — 25.00
  - Längd — 6.12
  - Spjut — 45.40
  - 800 m — 02:14.90
  - Poäng — 6173 (→ 8:e plats)

- Susanna Rajamäki
  - 100 m häck — 13.60
  - Höhd — 1.66
  - Kula — 13.87
  - 200 m — 24.03
  - Längd — 6.36
  - Spjut — 37.00
  - 800 m — 02:18.47
  - Poäng — 6021 (→ 13:e plats)

## Kanotsport
Sprint
Herrar
Herrarnas K-1 500 m
- Kimmo Latvamäki
  - Kvalheat — 01:42,535
  - Semifinal — 01:41,640 (→ gick inte vidare)

## Segling
470
- Petri Leskinen och Kristian Heinilä
  - Lopp 1 — (25)
  - Lopp 2 — 23
  - Lopp 3 — 10
  - Lopp 4 — 3
  - Lopp 5 — 17
  - Lopp 6 — 4
  - Lopp 7 — 23
  - Lopp 8 — 20
  - Lopp 9 — (28)
  - Lopp 10 — 3
  - Lopp 11 — 24
  - Final — 127 (→ 16:e plats)

Laser
- Roope Suomalainen
  - Lopp 1 — (44) DSQ
  - Lopp 2 — 13
  - Lopp 3 — 5
  - Lopp 4 — 16
  - Lopp 5 — 18
  - Lopp 6 — 3
  - Lopp 7 — 14
  - Lopp 8 — 23
  - Lopp 9 — (25)
  - Lopp 10 — 19
  - Lopp 11 — 16
  - Final — 127 (→ 17:e plats)

Soling
- Erkki Heinonen, Jali Makilä och Sami Tamminen
  - Gick inte vidare till utslagningsomgången.

Mistral
- Minna Aalto
  - Lopp 1 — 9
  - Lopp 2 — 18
  - Lopp 3 — 20
  - Lopp 4 — 12
  - Lopp 5 — (21)
  - Lopp 6 — 7
  - Lopp 7 — 15
  - Lopp 8 — 12
  - Lopp 9 — 17
  - Lopp 10 — 11
  - Lopp 11 — (30) DSQ
  - Final — 121 (→ 15:e plats)

Europajolle
- Sari Multala
  - Lopp 1 — 2
  - Lopp 2 — 7
  - Lopp 3 — (16)
  - Lopp 4 — 12
  - Lopp 5 — (20)
  - Lopp 6 — 12
  - Lopp 7 — 9
  - Lopp 8 — 4
  - Lopp 9 — 7
  - Lopp 10 — 2
  - Lopp 11 — 6
  - Final — 61 (→ 5:e plats)

49er
- Thomas Johanson och Jyrki Järvi
  - Lopp 1 — 2
  - Lopp 2 — 7
  - Lopp 3 — 2
  - Lopp 4 — (12)
  - Lopp 5 — 3
  - Lopp 6 — 4
  - Lopp 7 — 10
  - Lopp 8 — 6
  - Lopp 9 — 2
  - Lopp 10 — 4
  - Lopp 11 — 7
  - Lopp 12 — 2
  - Lopp 13 — 3
  - Lopp 14 — 1
  - Lopp 15 — 2
  - Lopp 16 — (13)
  - Final — 55 (→  Guld)

## Simhopp
Herrarnas 3 m
- Jukka Piekkanen
  - Kval — 373,41 (→ 20:e plats, gick inte vidare)

Herrarnas 3 m
- Joona Puhakka
  - Kval — 332,58 (→ 30:e plats, gick inte vidare)